# Maria Ciach

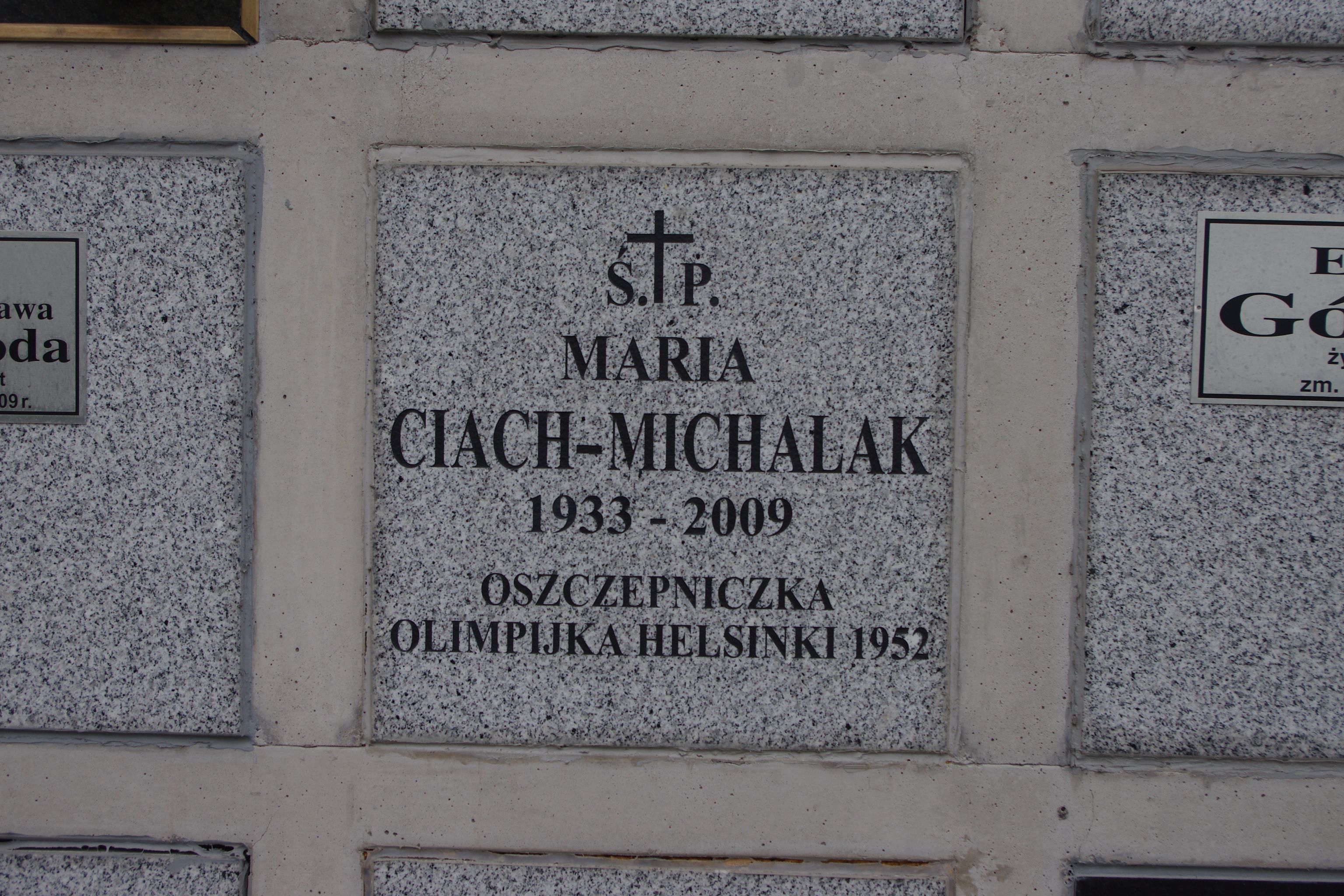
Grób lekkoatletki Marii Ciach-Michalak (1933-2009) na cmentarzu komunalnym Północnym w Warszawie

Maria Jadwiga Ciach-Michalak (ur. 7 września 1933 w Tomaszowie Mazowieckim, zm. 25 maja 2009 w Warszawie) – polska lekkoatletka oszczepniczka.
Zawodniczka Włókniarza Tomaszów (w latach 1949-1956), potem CWKS Legia Warszawa. Podczas igrzysk olimpijskich w Helsinkach (1952) zajęła 7. miejsce – najlepsze z polskich lekkoatletów (44,31 m). 3-krotna mistrzyni Polski i 7-krotna rekordzistka kraju (do 48,99 m w 1955 r.). Nauczycielka wf, trenerka, działaczka i animatorka życia sportowego. Odznaczona m.in. Krzyżem Kawalerskim Orderu Odrodzenia Polski i Złotym Krzyżem Zasługi. Laureatka Plebiscytu Przeglądu Sportowego w 1952 r. (7. miejsce).

## Kariera sportowa
Zawodniczka Włókniarza Tomaszów (w latach 1949–1956), potem CWKS Legia Warszawa. Jako podopieczna trenera Zygmunta Szelesta, należała do znanego w latach 50. lekkoatletycznego "wundertimu". Podczas XV Igrzysk Olimpijskich w Helsinkach (1952) zajęła 7. miejsce – najlepsze z polskich lekkoatletów. Pobiła tam rekord Polski (44,31 m). Zajęła siódmą lokatę w plebiscycie Przeglądu Sportowego na dziesięciu najlepszych sportowców Polski w roku 1952. 3-krotna mistrzyni Polski i 7-krotna rekordzistka kraju (do 48,99 m w 1955 r.).

## Działalność nauczycielska, trenerska i społeczna
Studia na kierunku nauczycielskim AWF w Warszawie ukończyła w 1955 r. z tytułem magistra oraz uprawnieniami trenera klasy II lekkiej atletyki (klasa I w 1974 r.). W tym samym roku rozpoczęła pracę w szkole podstawowej na warszawskich Bielanach jako nauczycielka wf chłopców. W 1958 roku przeszła do Szkoły Podstawowej nr. 33 na warszawskim Mokotowie. Przygotowana przez nią młodzież tej placówki brała udział w międzyszkolnych imprezach sportowych. Wyniki: w Czwórboju Lekkoatletycznym 10-krotne zwycięstwo drużyny w Mistrzostwach Warszawy, 2-krotne drugie miejsce i 4-krotne pierwsze miejsce w Mistrzostwach Polski, 2-krotne trzecie miejsce w zawodach międzynarodowych; w siatkówce dziewcząt 8-krotne zwycięstwo w Mistrzostwach Warszawy. M. Michalak publikowała testy specjalistyczne w czasopiśmie "Wychowanie fizyczne i higiena szkolna" w latach 1968 – 69. W kwietniu 1974 r. podjęła się zorganizowania pierwszej podstawowej szkoły o profilu sportowym. W tej placówkce (nr 272 przy ul. Piaseczyńskiej w Warszawie) została wicedyrektorem. W drugim roku jej pracy szkoła zwyciężyła w Warszawskiej Olimpiadzie Młodzieży i powtórzyła to 2-krotnie w latach następnych. M.Michalak organizowała i osobiście prowadziła letnie i zimowe obozy szkoleniowo-wypoczynkowe na ponad 130 osób każdy w różnych regionach Polski. Jej sylwetkę w tamtym czasie zamieścił miesięcznik "Nowa szkoła". Na emeryturę przeszła w 1985 r. Była wieloletnim, aktywnym członkiem ZNP. W ramach pracy społecznej w Oddziale ZNP Warszawa-Mokotów organizowała imprezy sportowe dla nauczycieli i ich rodzin.

## Filozofia życiowa i zawodowa
Maria Michalak swe zainteresowania sportowe przejawiała od najmłodszych lat, o czym sama pisała we wspomnieniach zamieszczonych w zbiorze "Pamiętniki wychowawców fizycznych". W całym życiu zawodowym dobre efekty przynosiło jej przestrzeganie zasady, że nauczyciel sam musi być przykładem dla uczniów. Do późnych lat była aktywna na zajęciach, zawsze ubrana w strój sportowy, w każdej konkurencji starała się być autorytetem dla uczniów. Umiała pokazać na własnym przykładzie, jak dane ćwiczenie należy wykonać właściwie. Największą wagę przywiązywała do zwykłych, obowiązkowych lekcji wychowania fizycznego. Każda z tych lekcji a także zajęcia Szkolnego Koła Sportowego miały wytyczony na początku cel, określone zadanie, na końcu zaś następowało omówienie i stawianie plusów lub minusów za uzyskany postęp – a nie za sam wynik. Dzięki temu nawet mało sprawne dzieci miały szansę na uzyskanie oceny bardzo dobrej i chętnie uczestniczyły w zajęciach. Maria Michalak niejednokrotnie wypowiadała się na łamach prasy za zwiększeniem udziału i znaczenia kultury fizycznej w polskim szkolnictwie.
Odznaczona: Krzyżem Kawalerskim Orderu Odrodzenia Polski, Złotym Krzyżem Zasługi, Medalem Komisji Edukacji Narodowej, Złotą Odznaką honorową „Za Zasługi dla Warszawy”, Odznaką „Zasłużony Działacz Kultury Fizycznej”, Odznaką „Błękitna Strzała” Sztandaru Młodych dla najlepszych wychowawców pracujących z młodzieżą; odznakami Szkolnego Związku Sportowego, Polskiego Związku Lekkiej Atletyki, Warszawskiego Związku Lekkiej Atletyki, Klubu Sportowego Warszawianka.
Została pochowana na komunalnym cmentarzu Północnym w Warszawie (B-III-1-2-13 - katakumby).